# Corrado della Torre
Corrado della Torre detto Mosca (1251 circa – Milano, 24 ottobre 1307) della nobile famiglia guelfa milanese dei Della Torre, era figlio di Napoleone della Torre e di Marguerite de Baux, nobile provenzale, sua consorte.
Fu chiamato con questo nome probabilmente in onore di Corrado IV di Hohenstaufen (Imperatore dal 1250 al 1254 e sceso in Italia nel 1251 per prendere possesso del regno), sposa in prime nozze Valentina, figlia di Pietro Visconti e successivamente Allegranza, figlia di Guidone da Rhò, sepolta nella Basilica di Aquileia. Dalle nozze con Allegranza nacquero sei figli certi, Cassono della Torre, Pagano, Rinaldo, Odoardo, Moschino e Napoleone detto "Napino".

Stemma di famiglia

## Biografia
Podestà di Mantova nel 1268-1269 ai tempi delle rivalità tra i Casalodi e i Bonacolsi, partecipa alla battaglia di Desio del 1277, viene catturato ed è rinchiuso assieme al padre nella torre di Baradello da cui verrà successivamente liberato. Marchese e Governatore dell'Istria nel 1277-78 e poi negli anni 1293-97, il 4 luglio 1293 a Udine Marco Ranfo e collega, Oratori del Comune, annunciano a Mosca della Torre la nomina di lui a Podestà di Trieste e le condizioni; il documento originale è conservato nella Biblioteca municipale di Udine.
Podestà di Bergamo nel 1304, nel 1305 è arbitro nel tortonese e impone a Pietro di Montegioco di consegnare quel castello, liberando i carcerati che vi erano rinchiusi. Un documento del 20 ottobre 1305 conservato presso l'Archivio Storico del Comune di Treviglio contiene una ratifica della concessione da parte del Consiglio Generale del Comune di Bergamo a Mosca della Torre, cittadino di Milano, della costruzione di un canale dal fiume Brembo attraverso i territori di Brembate, Cisano Bergamasco e Boltiere, mentre un altro dell'8 marzo 1307 conservato presso l'Archivio Storico del Comune di Bergamo lo indica destinatario di una concessione d'acqua di rogge trevigliesi mediante la quale ottenne dal Comune di Bergamo di derivare dal Brembo, presso Brembate, una presa d'acqua iniziando così il sistema di irrigazione dei campi trevigliesi, opera importante per l'agricoltura che acquistò da allora la sua produttività.
Ottorino da Soresina si alleò nel 1307 con Matteo Visconti per eliminarlo assieme al cugino Guido della Torre, figlio di Francesco. L'attentato fallì e portò a nuove persecuzioni contro i dissidenti. Nominato podestà di Bergamo, Corrado morì in Milano dopo una malattia il 24 ottobre 1307; il funerale si celebrò con pompa sovrana, vestendo di porpora il cadavere, e trasportandolo sotto un baldacchino alla chiesa di San Francesco Grande dove fu sepolto.